# Declivara ornamenta
Declivara ornamenta är en insektsart som beskrevs av Delong och Freytag 1971. Declivara ornamenta ingår i släktet Declivara och familjen dvärgstritar. Inga underarter finns listade i Catalogue of Life.